# Фатіх Учюнджю
Фаті́х Учюнджю́ (тур. Fatih Üçüncü; нар. 14 березня 1989, Самсун) — турецький борець греко-римського стилю, дворазовий бронзовий призер чемпіонатів Європи.

## Біографія
Боротьбою займається з 2000 року. У 2005 році став бронзовим призером чемпіонату Європи серед кадетів.
Виступає за борцівський клуб «Büyükşehir Belediyesi» зі Стамбула.

## Спортивні результати на міжнародних змаганнях

### Виступи на Чемпіонатах світу
| Змагання                        | Збірна    | Вагова категорія                 | Місце |
| ------------------------------- | --------- | -------------------------------- | ----- |
| Чемпіонат світу з боротьби 2013 | Туреччина | греко-римська боротьба, до 55 кг | 24    |
| Чемпіонат світу з боротьби 2014 | Туреччина | греко-римська боротьба, до 59 кг | 21    |

### Виступи на Чемпіонатах Європи
| Змагання                         | Збірна    | Вагова категорія                 | Місце  |
| -------------------------------- | --------- | -------------------------------- | ------ |
| Чемпіонат Європи з боротьби 2012 | Туреччина | греко-римська боротьба, до 55 кг | Бронза |
| Чемпіонат Європи з боротьби 2013 | Туреччина | греко-римська боротьба, до 55 кг | Бронза |

### Виступи на Європейських іграх
| Змагання              | Збірна    | Вагова категорія                 | Місце |
| --------------------- | --------- | -------------------------------- | ----- |
| Європейські ігри 2015 | Туреччина | греко-римська боротьба, до 59 кг | 10    |

### Виступи на Кубках світу
| Змагання                    | Збірна    | Вагова категорія                 | Місце  |
| --------------------------- | --------- | -------------------------------- | ------ |
| Кубок світу з боротьби 2012 | Туреччина | греко-римська боротьба, до 55 кг | 9      |
| Кубок світу з боротьби 2013 | Туреччина | греко-римська боротьба, до 55 кг | 4      |
| Кубок світу з боротьби 2016 | Туреччина | греко-римська боротьба, до 59 кг | Бронза |

### Виступи на інших змаганнях
| Змагання                                                       | Збірна    | Вагова категорія                 | Місце  |
| -------------------------------------------------------------- | --------- | -------------------------------- | ------ |
| Турнір Вехбі Емре 2010                                         | Туреччина | греко-римська боротьба, до 55 кг | 5      |
| Кубок Ядегара Імама 2010                                       | Туреччина | греко-римська боротьба, до 55 кг | 11     |
| Кубок Ядегара Імама 2011                                       | Туреччина | греко-римська боротьба, до 55 кг | 7      |
| Золотий Гран-прі з боротьби 2012 (Стамбул)                     | Туреччина | греко-римська боротьба, до 55 кг | 5      |
| Олімпійський кваліфікаційний турнір з боротьби 2012 (Софія)    | Туреччина | греко-римська боротьба, до 55 кг | 8      |
| Турнір Вехбі Емре 2013                                         | Туреччина | греко-римська боротьба, до 55 кг | 5      |
| Середземноморські ігри 2013                                    | Туреччина | греко-римська боротьба, до 55 кг | Срібло |
| Кубок Владислава Пітласинські 2013                             | Туреччина | греко-римська боротьба, до 60 кг | 9      |
| Турнір Вехбі Емре 2014                                         | Туреччина | греко-римська боротьба, до 59 кг | 5      |
| Турнір Дана Колова — Николи Петрова 2014                       | Туреччина | греко-римська боротьба, до 59 кг | 10     |
| Гран-прі Німеччини з боротьби 2014                             | Туреччина | греко-римська боротьба, до 59 кг | 11     |
| Чемпіонат світу з боротьби серед студентів 2014                | Туреччина | греко-римська боротьба, до 59 кг | Бронза |
| Турнір Вехбі Емре і Гаміта Каплана 2015                        | Туреччина | греко-римська боротьба, до 59 кг | Бронза |
| Турнір Дана Колова — Николи Петрова 2015                       | Туреччина | греко-римська боротьба, до 59 кг | Бронза |
| Кубок Владислава Пітласинські 2015                             | Туреччина | греко-римська боротьба, до 59 кг | 13     |
| Олімпійський кваліфікаційний турнір з боротьби 2016 (Зренянин) | Туреччина | греко-римська боротьба, до 59 кг | 7      |
| Турнір Вехбі Емре і Гаміта Каплана 2017                        | Туреччина | греко-римська боротьба, до 59 кг | 9      |
| Кубок Владислава Пітласинські 2017                             | Туреччина | греко-римська боротьба, до 59 кг | 14     |
| Клубний чемпіонат світу з боротьби 2017                        | Туреччина | команда                          | Бронза |
| Турнір Г. Картозія і В. Балавадзе 2018                         | Туреччина | греко-римська боротьба, до 63 кг | 11     |
| Турнір Вехбі Емре і Гаміта Каплана 2019                        | Туреччина | греко-римська боротьба, до 63 кг | 13     |
| Кубок Владислава Пітласинські 2020                             | Туреччина | греко-римська боротьба, до 63 кг | Бронза |
| Турнір Вехбі Емре і Гаміта Каплана 2021                        | Туреччина | греко-римська боротьба, до 63 кг | 9      |

### Виступи на змаганнях молодших вікових груп
| Змагання                                       | Збірна    | Вагова категорія                 | Місце  |
| ---------------------------------------------- | --------- | -------------------------------- | ------ |
| Чемпіонат світу з боротьби серед юніорів 2007  | Туреччина | греко-римська боротьба, до 55 кг | 12     |
| Чемпіонат Європи з боротьби серед кадетів 2004 | Туреччина | греко-римська боротьба, до 46 кг | 9      |
| Чемпіонат Європи з боротьби серед кадетів 2005 | Туреччина | греко-римська боротьба, до 50 кг | Бронза |